# Xã South Franklin, Quận Washington, Pennsylvania
Xã South Franklin (tiếng Anh: South Franklin Township) là một xã thuộc quận Washington, tiểu bang Pennsylvania, Hoa Kỳ. Năm 2010, dân số của xã này là 3.310 người.